# Pien (Cassou)
Pour les articles homonymes, voir Pien.
Ne doit pas être confondu avec Pien (Biéha).
Pien est une commune rurale située dans le département de Cassou de la province du Ziro dans la région du Centre-Ouest au Burkina Faso.